# Scaptodrosophila agamse
Scaptodrosophila agamse är en tvåvingeart som först beskrevs av Burla 1954.  Scaptodrosophila agamse ingår i släktet Scaptodrosophila och familjen daggflugor. Inga underarter finns listade i Catalogue of Life.